# Панамаеричка магистрала
Панамеричка магистрала је систем путева који повезује крајње северне и јужне тачке Америке. Протеже се од Аљаске и Канаде до Бразила, Аргентине и Чилеа, Дугачка је око 48.000 километара.

## Историја
Идеја о градњи магистрале потекла је од стране САД на Првој међународној конференцији америчких држава која је одржана 1889. године, а у реализацију се кренуло после шесте конференције одржане 1928. године на Куби. Магистрала је 1990. године постала најдужи пут за моторна возила на свету.

## Земље кроз које пролази
Магистрала пролази кроз четрнаест земаља, а има само један прекид, Даријенски расцеп који се налази између Панаме у Северној Америци и Колумбије у Јужној Америци дугачак око 90 километара.

### Северна Америка
- САД
- Канада
- Мексико
- Гватемала
- Ел Салвадор
- Хондурас
- Никарагва
- Костарика
- Панама

### Јужна Америка
- Колумбија
- Перу
- Еквадор
- Чиле
- Аргентина

## Галерија
- Аргентина
- Чиле
- Мексико
- Панама